# Richard E. Taylor
Richard Edward Taylor (ur. 2 listopada 1929 w Medicine Hat, zm. 22 lutego 2018 w Stanford) – kanadyjski fizyk, noblista.

## Życiorys
Urodził się w Medicine Hat w prowincji Alberta, jego matka pochodziła z rodziny norweskich emigrantów, którzy przyjechali do Kanady ze Stanów Zjednoczonych wkrótce po I wojnie światowej. Dziadek Richarda Taylora ze strony ojca pochodził z Irlandii Północnej, a babka ze Szkocji. 
Studiował na University of Alberta w Edmonton, w 1950 roku uzyskał B. Sc, a w 1952 stopień magistra. Wraz z żoną, Ritą Bonneau wyjechał z Kanady do Kalifornii, gdzie kontynuował edukację na Uniwersytecie Stanforda. Wśród jego wykładowców byli wówczas Felix Bloch, Leonard Schiff, Willis Lamb, Robert Hofstadter i Pief Panofsky. Eksperymenty Richarda Taylora, wykonywane pod kierunkiem Roberta Mozleya, dotyczyły wytwarzania spolaryzowanych promieni gamma z wiązki akceleratora, a następnie wykorzystania ich do badania mezonów pi. Stopień doktora na Uniwersytecie Stanforda uzyskał w 1962 roku.
Pracował przez rok w Lawrence Berkeley National Laboratory, a następnie, od 1962 roku, w Stanford Linear Accelerator Center (SLAC), w 1970 roku został tam profesorem, a w 2003 przeszedł na emeryturę. W SLAC, wraz Jerome Friedmanem i Henry Kendallem, przeprowadził serię eksperymentów, które pozwoliły potwierdzić hipotezę, że protony i neutrony są zbudowane z kwarków. 
W 1990 roku wraz z Jerome Friedmanem i Henry Kendallem otrzymał Nagrodę Nobla w dziedzinie fizyki za ich pionierskie badania dotyczące głęboko nieelastycznego rozpraszania elektronów na protonach i związanych neutronach, co miało istotny wpływ na rozwój modelu kwarkowego w fizyce cząstek.